# Daniela Montoya
Daniela Montoya, née le 22 août 1990 à Medellín (Colombie), est une footballeuse internationale colombienne qui évolue au poste de milieu de terrain à l'Atlético Nacional.
Elle participe à deux reprises à la Coupe du monde féminine, en 2011 et 2015. Elle dispute également les Jeux olympiques de 2012.